# 도학위룡
《도학위룡》(逃學威龍, Fight Back To School)은 홍콩에서 제작된 진가상 감독의 1991년 코미디 영화이다. 주성치 등이 주연으로 출연하였고 왕정 등이 제작에 참여하였다.
1991년 홍콩에서 가장 많은 수익을 거둔 영화였다. 후속작으로 도학위룡 2가 있다.

## 출연

### 주연
- 주성치
- 장민

### 조연
- 장요양
- 진국신
- 진패
- 오맹달
- 황빙야오
- 황일산
- 원경단
- 황자양
- 서보화
- 주윤견
- 맥위장
- 왕곤
- 장화

## 기타
- 프로듀서: 향화강
- 프로듀서: 향화승
- 미술: 마광영
- 무술팀: 왕곤
- 제편: 정수신